# Sankt Nikolaus rysk-ortodoxa kyrka, Wallsend
Sankt Nikolaus rysk-ortodoxa kyrka (engelska: Saint Nicholas Russian Orthodox Church) är en rysk-ortodox kyrkobyggnad belägen på 3 Irving street i förorten Wallsend, i delstaten New South Wales i Australien.
Kyrkan är helgad åt Sankt Nikolaus. Den tillhör Sydneys, Australiens och Nya Zeelands stift som ingår i Rysk-ortodoxa kyrkan utanför Ryssland.

## Historik
Beslutet om att bygga upp kyrkan togs år 1962.
Grundstenen för Sankt Nikolaus rysk-ortodoxa kyrka i Wallsend lades den 4 augusti 1962 av ärkebiskop Savva Raevskyj. Kyrkan stod klar och invigdes i augusti 1964.

## Kyrkan
Kyrkan är gjord av av tegel.